# スィッフィーンの戦い
スィッフィーンの戦い（وقعة صفين、英：Battle of Siffin）は、657年6月-7月（イスラーム暦37年1月-37年2月）にユーフラテス川上流域（シリア北部）のスィッフィーンで行なわれた第4代正統カリフ、アリー・イブン・アビー・ターリブとシリア総督ムアーウィヤの戦い。イスラーム史における第一次内乱（656年 - 661年）の山場。この戦いの結果、アリーの政権が分裂してハワーリジュ派が登場し、彼らによってアリーが殺害され、ムアーウィヤがカリフとなってウマイヤ朝を建てる。

## 背景
656年、第3代正統カリフ・ウスマーンがマディーナで反対派によって暗殺された。ウスマーン殺害者らは、預言者ムハンマドの娘婿で人望厚いアリーを新たなカリフとして擁立した。しかしウスマーンの従兄弟であったシリア総督ムアーウィヤはアリーのカリフ位就任に異をとなえ、ウスマーン殺害者の糾明と処刑を求めた。アリーはウスマーン殺害に関与したわけではないとされるが、ウスマーン殺害者を処罰するための力を持たず、彼らと妥協せざるを得なかった。そのためムアーウィヤはアリー自身がウスマーン殺害に直接関わったものと判断し、ウスマーンの復讐とアリーの打倒を主張した。
9月はじめ、ムアーウィヤはアリーに使者を送って事実上の宣戦布告を行なった。アリーはシリア遠征の準備をはじめたが、その直後、かねて反アリーの態度を取っていたサハーバのタルハとズバイル、および預言者ムハンマドの寡婦アーイシャがメッカで挙兵し、第一次内乱がはじまった。アリーは南イラクのバスラ郊外でのラクダの戦い（アラビア語: موقعة الجمل mwaqah al-jamal）で彼らを破り、そのままメディナへ戻らずにクーファに入城し、ここを新たな拠点とした。
ラクダの戦いの終結後、アリーは側近ジャリール・イブン＝アブドゥッラーをシリアへ派遣して講和を呼びかけた。それに対し、ムアーウィヤは智将として知られるアムル・イブン・アル＝アースを起用し、彼の策によってシリア全土に流言を流して反アリーの気運を煽り、講和を拒絶した。その後ムアーウィヤは中立派のアブー・ムスリムを使者に立てて、アリーにウスマーン殺害者の引渡しを要求するが、アリーはそれを拒否し、ムアーウィヤを反乱者として激しく非難した。こうして武力衝突が避けられないものとなった。

## 戦いの経過

### スィッフィーンへの進軍
657年5月（イスラーム暦36年12月）、アリーはイラクとヒジャーズから召集した9万の軍を率いてクーファを進発し、ティグリス川の西岸沿いに北上した。砂漠地帯を横断してイラク北部のラッカでユーフラテス川を渡り、シリア国境のスール・ルームで最初の交戦が行なわれ、イラク軍が勝利をおさめた。一方ムアーウィヤは12万のシリア軍を率いてスィッフィーンの荒野に陣を敷き、川沿いを封鎖して水の供給を確保した上でイラク軍の到着を待ち構えていた。スィッフィーンはアレッポ東方のユーフラテス川西岸に位置する。

### 水場をめぐる前哨戦
両軍の戦いは水場の争奪からはじまった。最初ムアーウィヤは副将アムル・イブン・アル＝アースに1万の兵を預けてユーフラテス河岸を確保させており、戦場に到着したイラク軍は渇きに苦しんだ。そこでアリーはムアーウィヤに使者を送って同じムスリムとして水場を公平に使わせてくれるよう依頼したが、ムアーウィヤは明確な返答を与えずに時間を稼ぎ、水場の軍を増強した。アリーはこの事態を憂慮し、副将マリク・イブン・アシュタルに命じて河岸の軍勢を攻撃させ、シリア軍を追い払って水場を確保した。そこで今度はムアーウィヤがアリーに水場の使用を求めたが、アリーは側近たちの反対を押し切ってこれを認めた。その結果、両軍の兵士たちのあいだで融和の雰囲気が生まれ、戦況は膠着状態となった。この間にアリーとムアーウィヤは互いに使者を交換し、相互に非難を繰り返したが、どちらも相手方に非を認めさせることはできなかった。アリーは最後に一対一の決闘で方をつけることを提案したが、これはムアーウィヤによって拒絶された。

### 本格的な衝突
7月26日（イスラーム暦2月8日）、開戦の態勢が整った。最初にイラク側から古式通りに一騎討ちが呼びかけられたが、シリア側がこれを無視したため開戦のきっかけがつかめず、その日は両軍対峙のままで終わった。
翌日になって全面衝突がはじまった。イラク軍ではアリーが中央で自らメディナの騎兵部隊の指揮を取り、左翼には副将アシュタルとウマル・イブン＝ヤースィルが率いるクーファ軍、右翼にはサフル・イブン＝ハニーフとカイス・イブン＝サアドが率いるバスラ軍が展開していた。一方ムアーウィヤは護衛に囲まれて天幕の中に待機し、アムル・イブン・アル＝アースが実戦の指揮を取った。
まずシリア軍のアムル・イブン・アル＝アースが重装騎兵を率いてイラク軍中央に突撃し、アリーの身近まで迫ったため、アリーは自ら剣をふるって敵兵を渡り合った。敗走しかけた兵士たちがこれを見て立ち直り、辛うじてシリア軍を撃退した。ついでイラク側のマリク・イブン・アシュタルがクーファとバスラの騎兵を率いてシリア軍に突撃し、ムアーウィヤの五重の防御陣のうち三列目にまで突入した。ここで辛うじてシリア軍がこれを撃退し、夜まで戦闘が続いた。
28日には最大の激戦が展開され、アシュタルの率いる騎馬隊の攻撃によってシリア軍は大損害を出した。ついで90歳という高齢でありながらアリー軍に加わっていた著名なサハーバのアンマール・イブン＝ヤースィルとハーシム・イブン＝ウトバがシリア軍に突入して壮烈な戦死を遂げた。この事件によって両軍の将兵は大いに動揺した。
その後も激しい戦いが3日間にわたって続き、次第にシリア側が劣勢となっていった。

### 和平協議
7月30日、シリア軍のムアーウィヤとアムルは自軍の劣勢を挽回するため策を講じ、兵士の槍の穂先にコーランの紙片を掲げさせて和平を呼びかけた。これを見てイラク軍は動揺し、一部の部隊が戦闘を放棄した。アリーはこの呼びかけを敵の策略であるとして戦闘継続を命じたが、この兵士たちはアリーの本陣を取り囲んで戦闘中止を強要した。しかしこの時点では、アシュタルに率いられた大部分の部隊は依然戦いを続けていた。
アリーは本陣を取り囲む兵士たちが次第に脅迫的な態度に転じるのを見て脅威を覚え、前線で指揮を取るアシュタルを呼び寄せた。そこでアシュタルと和平論者のあいだで激しい口論が起き、イラク全軍は戦闘中止に追い込まれた。アリーは和平論者に強いられてキンダ族の族長アシュアス・イブン＝カイスをシリア軍に送って彼らの行動の意味を尋ねさせたが、ムアーウィヤと協議したアシュアスはアリーの許可を得ることなく独断で和平を受け入れてしまう。
その結果、両軍の停戦が成立し、後日アリー側とムアーウィヤ側の各代表者がクーファとダマスクスの中間地点で協議して、問題の正式な裁定を行なうことが決定された（ドゥーマト・アル＝ジャンダルの和議）。この「問題」についてアリー側はウスマーン殺害者の引渡しをめぐるものと解釈したが、ムアーウィヤ側は誰がウンマの指導者として相応しいかという議論をも含むものと主張した。

## 戦後の影響
アリーがムアーウィヤとの最終的な決着をつけないまま兵を退く羽目に追い込まれたため、その権威と支配力は一気に弱体化した。また遠征に費やした戦費のため財政的困難にも陥った。さらにアリーの妥協的な態度に失望した一派は、人間の協議によってウンマの内戦を解決しようという考えに対して「裁定は神のみに属す」というスローガンを掲げて反発し、アリーの陣営を離脱した。彼らはハワーリジュ派として第三の勢力を成し、アリーがムアーウィヤとの対決に専念することを妨げ、ついにはアリーを暗殺するにいたる。
一方ムアーウィヤはこの戦いで敗北を免れたことによってイスラーム世界の一方の雄としての地位を確立し、さらに戦後のドゥーマト・アル＝ジャンダルの和議によって法的にもアリーと対等の立場に立つこととなった。そのためスィッフィーンの戦いはイスラームの第一次内乱における天下分け目の決戦であり、アリーの没落とムアーウィヤの台頭を決定したものと見ることができる。